# مخیتار مناتساکانیان
مخیتار ادواردی مناتساکانیان (ارمنی: Մխիթար Էդվարդի Մնացականյան؛ زادهٔ ۱ ژانویهٔ ۱۹۵۹) سیاست‌مدار، پزشک، دولت‌مرد، و آهنگساز اهل ارمنستان که از تاریخ ۲۰۰۹ تا تاریخ ۲۰۱۰ در دولت تیگران سارگسیان سمت وزیر کار و تأمین اجتماعی ارمنستان را بر عهده داشت. مناتساکانیان همچنین نماینده دوره چهارم مجلس ملی جمهوری ارمنستان بوده‌است.

## زندگی‌نامه
در ۱ ژانویهٔ ۱۹۵۹ در سوان، استان گغارکونیک به دنیا آمد و از دانشگاه پزشکی دولتی ایروان فارغ‌التحصیل شد. 